# Reabilitação (saúde)

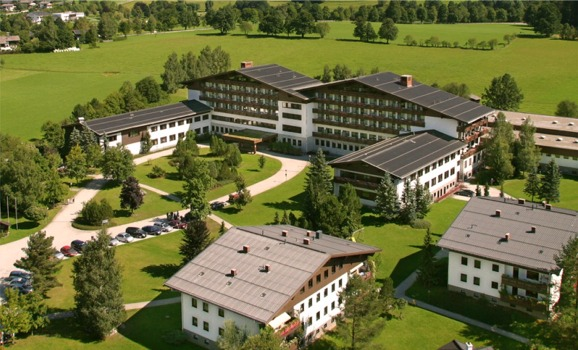
Hospital de reabilitação em Salzburgo (estado), na Áustria.

A reabilitação é um processo de consolidação de objetivos terapêuticos, não caracterizando área de exclusividade profissional e sim uma proposta de atuação multiprofissional voltada para a recuperação e o bem-estar biopsicossocial do indivíduo, onde, a cada profissional componente da equipe, deve ser garantida a dignidade e autonomia técnica no seu campo específico de atuação, observados os preceitos legais do seu exercício profissional.

## Reabilitação como Processo
As diversas áreas profissionais na saúde com suas respectivas especializações são requisitadas para o processo de reabilitação, de acordo com a necessidade de intervenção ou grau de complexidade de cada caso: a medicina, a odontologia, a farmácia, a enfermagem, a fisioterapia, a fonoaudiologia, a terapia ocupacional, a psicologia, a nutrição e até as de análises clinicas. De forma complementar, também áreas de conhecimento em ampla interface com a saúde: a educação física e o serviço social, dentre outras. Trata-se portanto de um processo multiprofissional visando à reinserção biopsicossocial do paciente. Tem, por objetivo, restaurar os movimentos e funções comprometidas depois de uma doença ou acidente, até tornar possível devolver o indivíduo a seu lugar anterior na sociedade, ou o mais perto disto (mais funcional/autônomo possível).
Ao final do processo, é considerado:
- recuperado: o indivíduo que consegue recuperar movimentos e funções perdidas, porém não consegue retomar o desempenho social anterior, apesar de funcionalmente habilitado. Exemplo mais conhecido: o jogador de futebol Edson Cholbi Nascimento, o Edinho, filho de Pelé e que largou o futebol pouco depois de retornar à sua posição de goleiro no Santos Futebol Clube, após longo afastamento por lesão no cruzado anterior do joelho;
- reabilitado: o indivíduo recuperado total ou parcialmente que consegue retornar à sua função social de origem, igual ou próximo ao desempenho anterior ao acidente ou doença. Exemplos mais conhecidos: o jogador de futebol Ronaldo Luis Nazário de Lima, o "Ronaldo Fenômeno", após a lesão do tendão patelar antes da Copa de 2002; o músico Herbert Vianna, d' Os Paralamas do Sucesso, após a queda de avião que o deixou paraplégico; e o iatista Lars Grael, após o acidente em 1998 que resultou em amputação de uma das pernas e que, apesar disso, permanece ainda ativo na vela; e
- readaptado: o indivíduo não recuperado e não reabilitado, porém que consegue desempenhar outra função que não a anterior ao acidente ou doença incapacitante.

## Reintegração
Fase final do processo de reabilitação na Saúde Funcional, reintegrar a pessoa à sociedade é nobre objetivo na atenção fisioterapêutica, após uma terapeutização resolutiva, garantindo a interdisciplinaridade e a atuação multiprofissional. Em pessoas que sofreram sequelas irreversíveis (perda de membros, lesões nervosas ou musculotendinosas incapacitantes), tal reintegração se dá mediante o treinamento e adaptação dos pacientes às suas potencialidades (com uso ou não de órteses e/ou próteses), para um grau o maior possível de autonomia pessoal e consequente interação social. Para tanto, a Classificação Internacional de Funcionalidade, Incapacidade e Saúde - CIF da OMS pode ser modelo e instrumento norteador.
A prática da reabilitação baseia-se na crença filosófica de que a responsabilidade do médico ou de qualquer especialista não termina quando a doença é vencida ou completada a fase cirúrgica, mas que só termina quando o indivíduo volta a viver e a trabalhar com o que lhe restou de suas capacidades (Howard Rusk).